# Ranicipitidae
Ce taxon est aujourd'hui obsolète.
Famille
Les Ranicipitidae (Ranicipitidés en français) sont une ancienne famille de poissons marins de l'ordre des Gadiformes. Elle ne contenait qu'un seul genre, Raniceps, qui est maintenant considéré comme faisant partie de la famille des Gadidae.

## Liste des espèces
- une seule : Raniceps raninus (Linnaeus, 1758)